# 约里斯·范豪特姆
约里斯·范豪特姆（荷蘭語：Joris Van Hauthem；1963年11月29日—2015年3月25日），弗拉芒利益党的代表成员之一。比利时参议院议员。

## 简历
1963年11月29日，出生于比利时布鲁塞尔的安德莱赫特。居住于布鲁塞尔附近的伦尼克。1985年，获得UFSAL/KUL（荷语天主教鲁汶大学和UFSAL）的近代史学位（License，相当于学士）。1986年，获得荷语鲁汶天主教大学近代史学位（diploma，相当于硕士学位）。罹患癌症逝世于家中。

## 政治生涯
- 1989年至1995年，比利时布鲁塞尔首都区市政府委员。
- 1991年至1995年，比利时众议院议员，代表地区为布鲁塞尔-哈勒-维尔福德选区（荷兰语：Kieskring Brussel-Halle-Vilvoorde）。
- 1995年至2014年，选举为弗拉芒议会议员，代表选区为布鲁塞尔-哈勒-维尔福德选区（荷兰语：Kieskring Brussel-Halle-Vilvoorde）。
- 2001年至2015年，选举为伦尼克市议员。
- 1995年至2010年，选举为社群议员。